# Ovide Charlebois
Ovide Charlebois (Oka, 12 febbraio 1862 – The Pas, 20 novembre 1933) è stato un vescovo cattolico e missionario canadese.
Membro professo dei missionari oblati di Maria Immacolata, fu vicario apostolico di Keewatin dal 1910 alla morte. Charlebois operò inizialmente nelle missioni nel nord-ovest della nazione ed era noto per i suoi lunghi viaggi attraverso il Saskatchewan per visitare le minoranze isolate al fine di insegnare loro il catechismo e di seguire coloro che erano aperti alla conversione alla fede cattolica. La sua nomina a vescovo gli permise una maggiore libertà poiché fu in grado di costruire nuove cappelle e scuole in tutto il suo vicariato apostolico che divise in tre zone per favorirne la gestione. Charlebois fu considerato un pioniere per la sua dedizione e il suo contributo all'istruzione e alla realizzazione di infrastrutture nel suo vicariato apostolico, dove aprì cappelle e scuole. Insegnò regolarmente il catechism nelle varie scuole che visitava e fondò anche un giornale al fine di collegare meglio le comunità più isolate.
Il processo di beatificazione per il defunto prelato iniziò negli anni '50 e ottenne quindi il titolo di servo di Dio. Esso rimase però fermo fino al suo rilancio alla fine degli anni '70. Il 28 novembre 2019 papa Francesco gli ha concesso il titolo di venerabile.

## Biografia
Ovide Charlebois nacque a Oka il 17 febbraio 1862 ed era il settimo dei quattordici figli di Hyacinthe Charlebois e Émérente Chartier-Robert. Fu battezzato dopo la sua nascita con il nome di "William-Ovide". Subito dopo la sua nascita la famiglia si stabilì a Saint-Benoît di Mirabel e poi, nel 1864, a Sainte-Marguerite-du-Lac-Masson, appena fuori Terrebonne. La sua era una famiglia povera.

### Formazione e ministero sacerdotale
Dal 1876 al 1882 frequentò il Collège de l'Assomption e poi entrò nel noviziato dei missionari comboniani del Cuore di Gesù a Lachine, presso Montréal. Fece la sua prima professione nel 1883 e poi iniziò gli studi di filosofia e teologia al College of Ottawa e al Saint-Joseph Scholasticae. Nel 1884 emise la professione solenne e nel 1886 ricevette la tonsura.
Il 17 luglio 1887 fu ordinato presbitero a Ottawa da monsignor Vital-Justin Grandin, vescovo di Saint Albert.
Il suo ministero di missionario iniziò il 2 settembre 1887. Venne inviato a The Pas e operò a Cumberland House. Charlebois aveva espresso la sua disponibilità ad andare lì ma anche la sua paura di essere solo e in completo isolamento. Nel 1890 fondò una scuola in cui insegnava il catechismo ai bambini. Ritornò a The Pas poco dopo per operare tra le popolazioni indigene e meticce che esprimevano interesse per la fede, in un momento in cui la popolazione in quella particolare zona era inferiore a cento persone; il prestare servizio a queste popolazioni disperse gli richiedeva di viaggiare frequentemente per raggiungere le comunità più isolate. Stimò di aver percorso nel periodo invernale tra il 1900 e il 1901 3000 miglia con una slitta trainata da cani e con le racchette da neve e di essersi accampato all'esterno almeno 35 volte. La sua missione in Saskatchewan terminò nel 1903, quando divenne direttore della scuola industriale del Lac Aux Canards. Mantenne questo ufficio fino al 1920, anche durante il suo episcopato. Inoltre, nel 1903, divenne preside della Indian Residential School di Saint Michael a Duck Lake, dove insegnò il catechismo anche tra la popolazione Cree. Si pose e raggiunse l'obiettivo di ridurre il debito della scuola. A Duck Lake fondò un giornale in lingua francese per servire le comunità isolate al fine di collegarle meglio tra loro e iniziò a pianificarlo nel dicembre del 1908. Il giornale Le Patriote de l'Ouest fu lanciato nell'agosto del 1910 e riprese la pubblicazione nel giugno del 1911 in quanto un incendio aveva rovinato le apparecchiature di stampa nel novembre del 1910.
Per fornire infrastrutture aggiuntive per la sua gente nel 1897 costruì la casa della missione di The Pas, oltre a una piccola capanna di tronchi che doveva servire da cappella. Gli ci vollero circa due settimane per completare la costruzione con il legno che riuscì a ottenere da nord. Dormì nella sua soffitta - che era piuttosto piccola - dalla sua costruzione fino al 1911 mentre svolgeva il suo lavoro nelle missioni. Nel 1907 si cominciò a discutere dell'istituzione di un vicariato apostolico e l'arcivescovo di Saint-Boniface Louis Philip Adélard Langevin propose il suo nome per l'ufficio di vescovo.

### Ministero episcopale
L'8 agosto 1910 papa Pio X lo nominò vicario apostolico di Keewatin e vescovo titolare di Berenice. Ricevette l'ordinazione episcopale il 30 novembre successivo dall'arcivescovo metropolita di Saint-Boniface Louis Philip Adélard Langevin, co-consacranti il vescovo di Joliette Joseph Alfred Archambault e quello di Saint-Hyacinthe Alexis-Xyste Bernard. Prese possesso del vicariato il 7 marzo successivo.
Nel mese di maggio del 1911 iniziò la prima visita pastorale del suo episcopato. Durò cinque mesi in totale e viaggiò a piedi oltre che in ferrovia e su carro, anche se a volte dovette viaggiare in canoa per raggiungere aree che erano spesso difficili da attraversare via terra. Spesso dovette attraversare aree boschive e durante i suoi viaggi dormiva per terra in una piccola tenda di tela. Nel 1911 fu costruita una residenza che sarebbe dovuta diventare l'episcopio ma prestò la assegnò ad alcune suore in modo che il loro ordine potesse gestire il primo ospedale di quella zona. Visse nel suo seminterrato fino al 1927, quando venne costruita la residenza episcopale formale. Nel 1915 divise il vicariato in tre distretti, ciascuno sotto la direzione di un superiore, al fine di migliorare la gestione del vicariato nel suo complesso.
Nel 1923 percorse 1000 miglia in canoa, 80 miglia a piedi e per 23 notti dormì all'aperto. Nel 1925 organizzò le prime missioni ecclesiali tra le popolazioni della baia di Hudson. Lo stesso anno autorizzò anche una missione a Eskimo Point ad Arviat. Nel 1927 la sua barca per due volte quasi si capovolse nel lago Winnipeg, mentre stava tornando da una visita di un mese alle missioni di Norway House e Cross Lake. Verso la fine della sua vita condannò il comunismo.
Nel 1933, mentre partecipava a una riunione generale dei vescovi del Québec, si ammalò. Venne ricoverato in ospedale, ma non appena ritornò a The Pas, il 20 novembre, morì. Aveva 71 anni. Aveva chiesto che gli fosse data la sepoltura di un povero e che la sua bara costasse al massimo 40 dollari. Gli succedette suo nipote Martin Joseph-Honoré Lajeunesse, già suo coadiutore.
Nel 1955 i suoi resti furono trasferiti nella cattedrale di Nostra Signora del Sacro Cuore. Gli anziani raccontarono che durante la sua sepoltura fu osservato che uno stormo di colombe in volo.

## Processo di beatificazione
Il processo diocesano di beatificazione per il defunto prelato ebbe inizio il 15 agosto 1951 e si concluse il 25 agosto 1952. La causa rimase ferma fino al 13 aprile 1978, quando la Congregazione delle cause dei santi emanò il decreto ufficiale di nihil obstat. Il secondo processo per indagare sulla vita e sulla santità del prelato si aprì il 16 settembre 1979 e si concluse qualche tempo dopo. Il 6 giugno 1986 la Congregazione delle cause dei santi convalidò i due processi precedenti. La positio venne presentata alla Congregazione delle cause dei santi il 28 aprile 2001.
Il 28 novembre 2019 papa Francesco ricevette in udienza privata il cardinale Giovanni Angelo Becciu, prefetto della Congregazione delle cause dei santi, e lo autorizzò a promulgare il decreto riguardante le virtù eroiche del servo di Dio Ovide Charlebois che così ottenne il titolo di venerabile.
L'attuale postulatore per questa causa è il padre oblato Thomas Klosterkamp.

## Genealogia episcopale e successione apostolica
La genealogia episcopale è:
- Cardinale Scipione Rebiba
- Cardinale Giulio Antonio Santori
- Cardinale Girolamo Bernerio, O.P.
- Arcivescovo Galeazzo Sanvitale
- Cardinale Ludovico Ludovisi
- Cardinale Luigi Caetani
- Cardinale Ulderico Carpegna
- Cardinale Paluzzo Paluzzi Altieri degli Albertoni
- Papa Benedetto XIII
- Papa Benedetto XIV
- Cardinale Enrico Enriquez
- Arcivescovo Manuel Quintano Bonifaz
- Cardinale Buenaventura Córdoba Espinosa de la Cerda
- Cardinale Giuseppe Maria Doria Pamphilj
- Papa Pio VIII
- Papa Pio IX
- Arcivescovo Armand-Françios-Marie de Charbonnel, O.F.M.Cap.
- Arcivescovo John Joseph Lynch, C.M.
- Cardinale Elzéar-Alexandre Taschereau
- Arcivescovo Édouard-Charles Fabre
- Arcivescovo Louis Philip Adélard Langevin, O.M.I.
- Vescovo Ovide Charlebois, O.M.I.

La successione apostolica è:
- Vescovo Martin Joseph-Honoré Lajeunesse, O.M.I. (1933)